# Corpo da Gendarmaria da República de San Marino
O Corpo de Gendarmeria faz parte do Corpo Militar e é uma das forças de ordem da República de San Marino.
A Gendarmeria, um corpo de polícia com status e regulamento militares, fundada em 1842, é autoridade de polícia de segurança e de polícia judiciária, bem como polícia administrativa competente pelos espetáculos públicos, armamento e estrangeiros. Para fins de recrutamento, melhorias nas condições de pessoal, administração e logística, serviços de honra e escolta, é subordinada à Secretaria de Estado para os Assuntos Exteriores e Política, enquanto que para os serviços de manutenção da ordem e segurança pública subordina-se à Eccellentissima Reggenza (capitão-regente). Por um longo tempo, no século passado, de 1921 a 1936 e depois, de 1962 a 1984, graças a um acordo de colaboração com a Itália, o Corpo da Gendarmeria era composto por militares da Arma dos Carabineiros, escolhidos rotativamente entre aqueles em serviço nas Legiões de Carabineiros de Ancona e de Bolonha, e o comando ficava a cargo de um oficial dos Carabineiros especialmente designado pelo seu Comando Geral. Tais militares, para o desenvolvimento do serviço, utilizavam o uniforme da Gendarmeria.
O Corpo, hoje, é formado por um Comando Central e nove comandos de Brigada alocados nos nove castelli (municípios) nos quais se subdivide administrativamente o território da República. O Comando se utiliza de Seções e Núcleos especializados para suporte às Brigadas. O pessoal da Gendarmeria também cumpre as funções de diretores de vigilância e custódia da Prisão do Estado. 

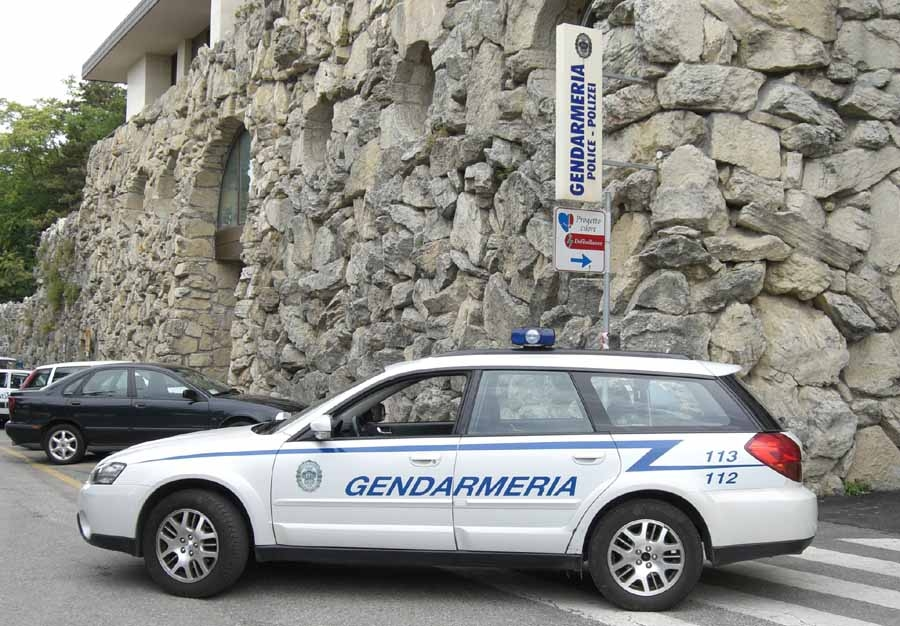
Um Subaru Outback da Gendarmeria

## Atribuições
As atribuições da Gendarmeria são, genericamente:
- Prevenção e repressão ao crime
- Manutenção da ordem pública, da segurança dos cidadãos e a guarda da propriedade
- Polícia administrativa (espetáculos públicos, armamento e controle de residência)
- Verificar o cumprimento das leis, decretos e regulamentos do Esado
- Escolta e serviços de honra
- Auxilio e socorro em caso de calamidade

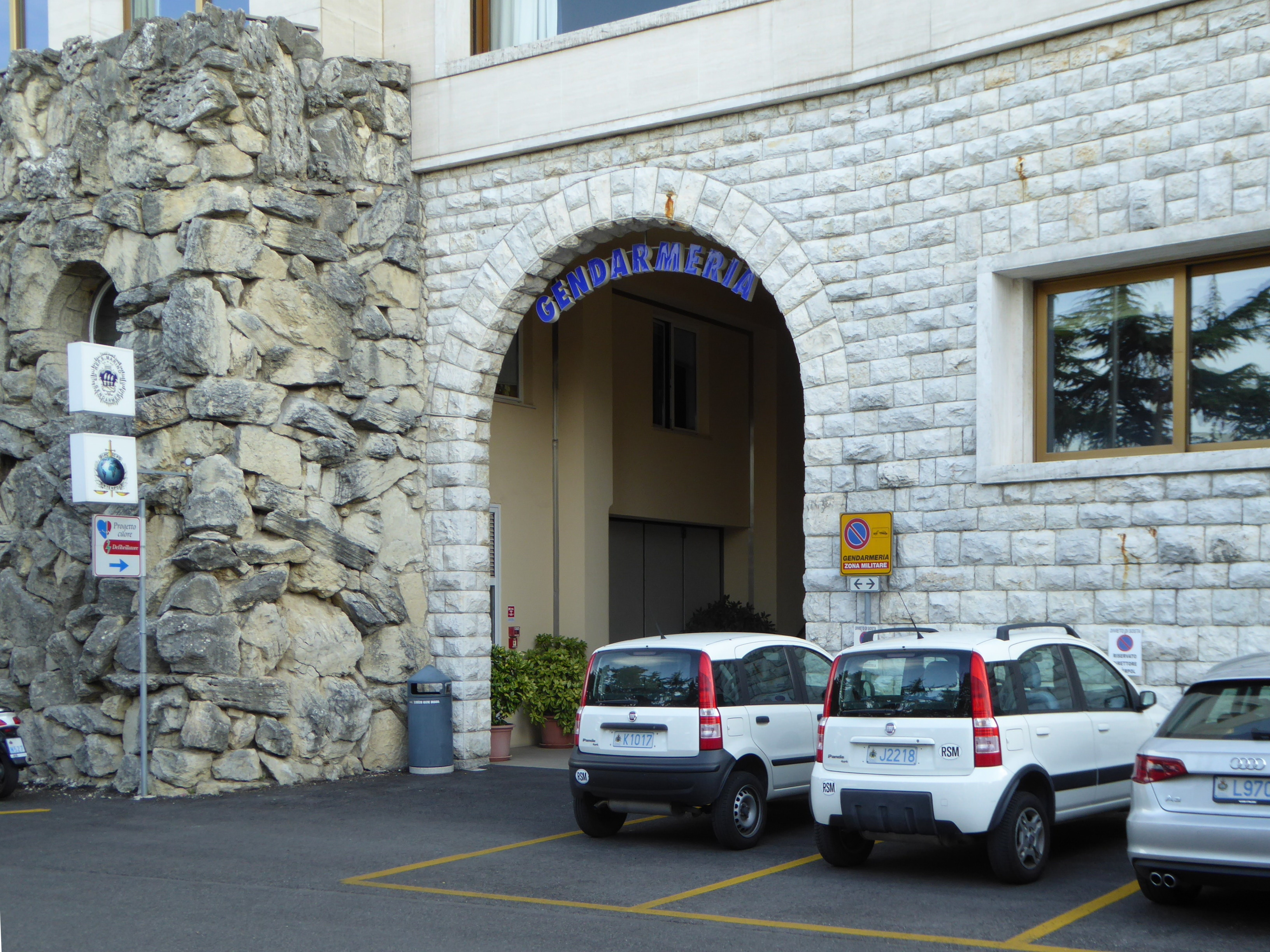
Sede na via J. F. Kennedy 11

## Estrutura hierárquica
| Oficiais             |             |                    |                    |                  |                  |
| colonnello           | colonnello  | tenente colonnello | tenente colonnello | maggiore         | maggiore         |
| capitano             | capitano    | tenente            | tenente            | sottotenente     | sottotenente     |
| Suboficiais          |             |                    |                    |                  |                  |
| maresciallo          | maresciallo | brigadiere         | brigadiere         | vicebrigadiere   | vicebrigadiere   |
| Graduados e soldados |             |                    |                    |                  |                  |
| appuntato            | appuntato   | gendarme           | gendarme           | allievo gendarme | allievo gendarme |